# Milford (Connecticut)
Milford és una població dels Estats Units a l'estat de Connecticut. Segons el cens del 2005 tenia 54.802 habitants.

## Demografia
Segons el cens del 2000, Milford tenia 52.212 habitants, 20.138 habitatges, i 13.613 famílies. La densitat de població era de 876,8 habitants/km².
Per edats la població es repartia de la següent manera: un 22,4% tenia menys de 18 anys, un 5,9% entre 18 i 24, un 31,7% entre 25 i 44, un 25,0% de 45 a 60 i un 14,9% 65 anys o més.
L'edat mediana era de 39 anys. Per cada 100 dones de 18 o més anys hi havia 90,0 homes.
La renda mediana per habitatge era de 51.167 $ i la renda mediana per família de 61.175 $. Els homes tenien una renda mediana de 48.368 $ mentre que les dones 36.770 $. La renda per capita de la població era de 28.773 $. Aproximadament el 2,4% de les famílies i el 3,8% de la població estaven per davall del llindar de pobresa.

## Poblacions més properes
El següent diagrama mostra les poblacions més properes.